# Municipio de Pomroy (condado de Kanabec)
El municipio de Pomroy (en inglés: Pomroy Township) es un municipio ubicado en el condado de Kanabec en el estado estadounidense de Minnesota. En el año 2010 tenía una población de 425 habitantes y una densidad poblacional de 4,35 personas por km².

## Geografía
El municipio de Pomroy se encuentra ubicado en las coordenadas 46°1′43″N 93°7′12″O / 46.02861, -93.12000. Según la Oficina del Censo de los Estados Unidos, el municipio tiene una superficie total de 97.68 km², de la cual 96,6 km² corresponden a tierra firme y (1,1 %) 1,07 km² es agua.

## Demografía
Según el censo de 2010, había 425 personas residiendo en el municipio de Pomroy. La densidad de población era de 4,35 hab./km². De los 425 habitantes, el municipio de Pomroy estaba compuesto por el 97,88 % blancos, el 1,41 % eran amerindios, el 0,24 % eran de otras razas y el 0,47 % eran de una mezcla de razas. Del total de la población el 1,18 % eran hispanos o latinos de cualquier raza.